# ذيفان مغروي
الذيفانات المغروية أو الأوكراتوكسينات (بالإنجليزية: Ochratoxins)‏ هي مجموعة من الذيفانات الفطرية التي تنتجها بعض أنواع الرشاشيات (أساسا الرشاشية المغروية ولكن أيضا بنسبة 33٪ من سلالات الرشاشية السوداء) وبعض أنواع المكنسية (البنسليوم) خصوصا المكنسية الثؤلولية والمكنسية الفحمية. الذيفان المغروي أ هو السم الفطري الأكثر انتشارا لهذه المجموعة، في حين أن الذيفانات المغروية ب وج أقل أهمية.
ومن المعروف الذيفان المغروي أ يظهر في المحاصيل الأساسية مثل الحبوب والقهوة والفواكه المجففة، والنبيذ الاحمر. ومن المحتمل أنه مسرطن بشري وأنه ذو أهمية خاصة لأنه يمكن أن يتراكم في لحوم الحيوانات. وهكذا فإن اللحوم ومنتجات اللحوم يمكن أن تكون ملوثة بهذا السم. التعرض للذيفانات المغروية من خلال النظام الغذائي يمكن أن يسبب سمية حادة في كلى الثدييات.
وقد أشير إلى أن ناقلات الأليلات المرتبطة ببيلة الفينيل كيتون قد تم حمايتها من الإجهاض العفوي الناجمة عن التعرض الذيفان المغروي، في حالة توفر ميزة متخالف لالأليلات على الرغم من إمكانية حدوث تخلف عقلي شديد في الحالة النادرة لتوارث من طرف كلا الوالدين.

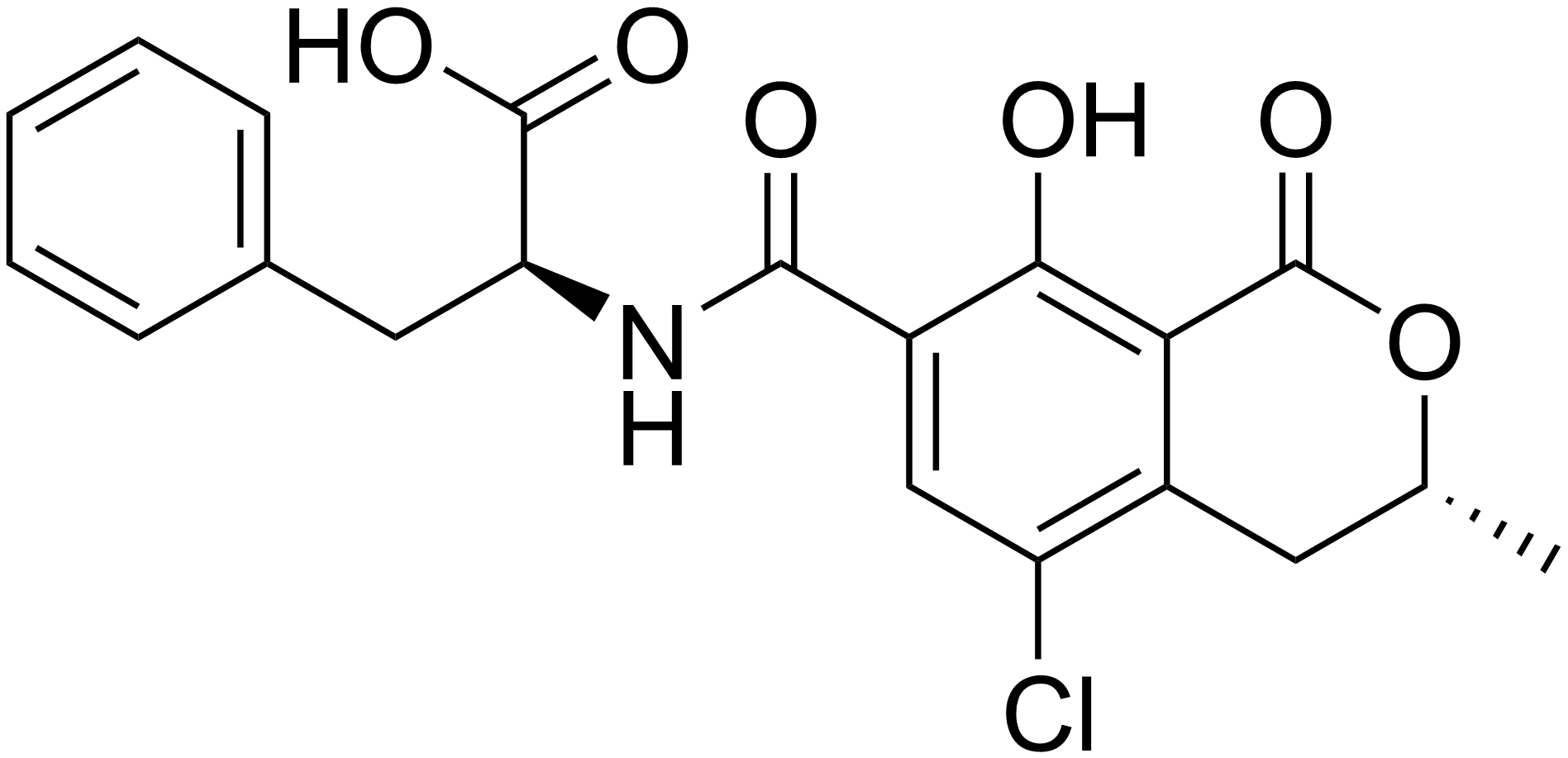
الذيفان المغروي أ
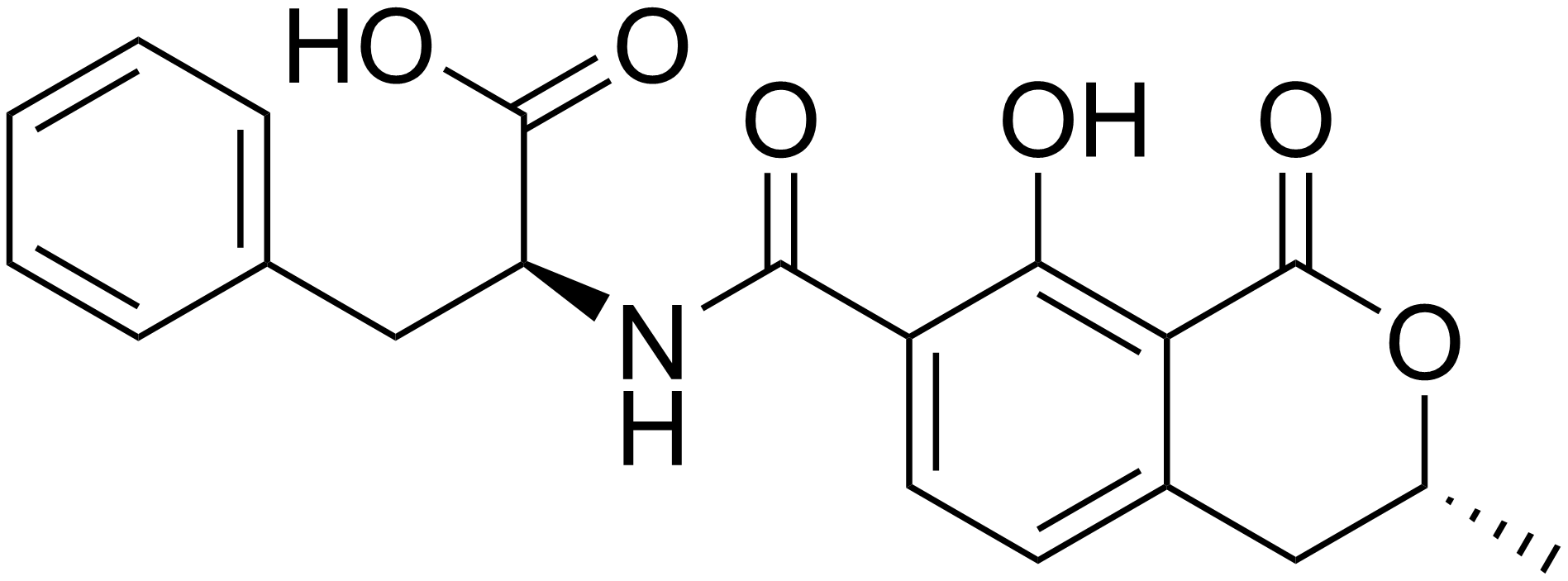
الذيفان المغروي ب
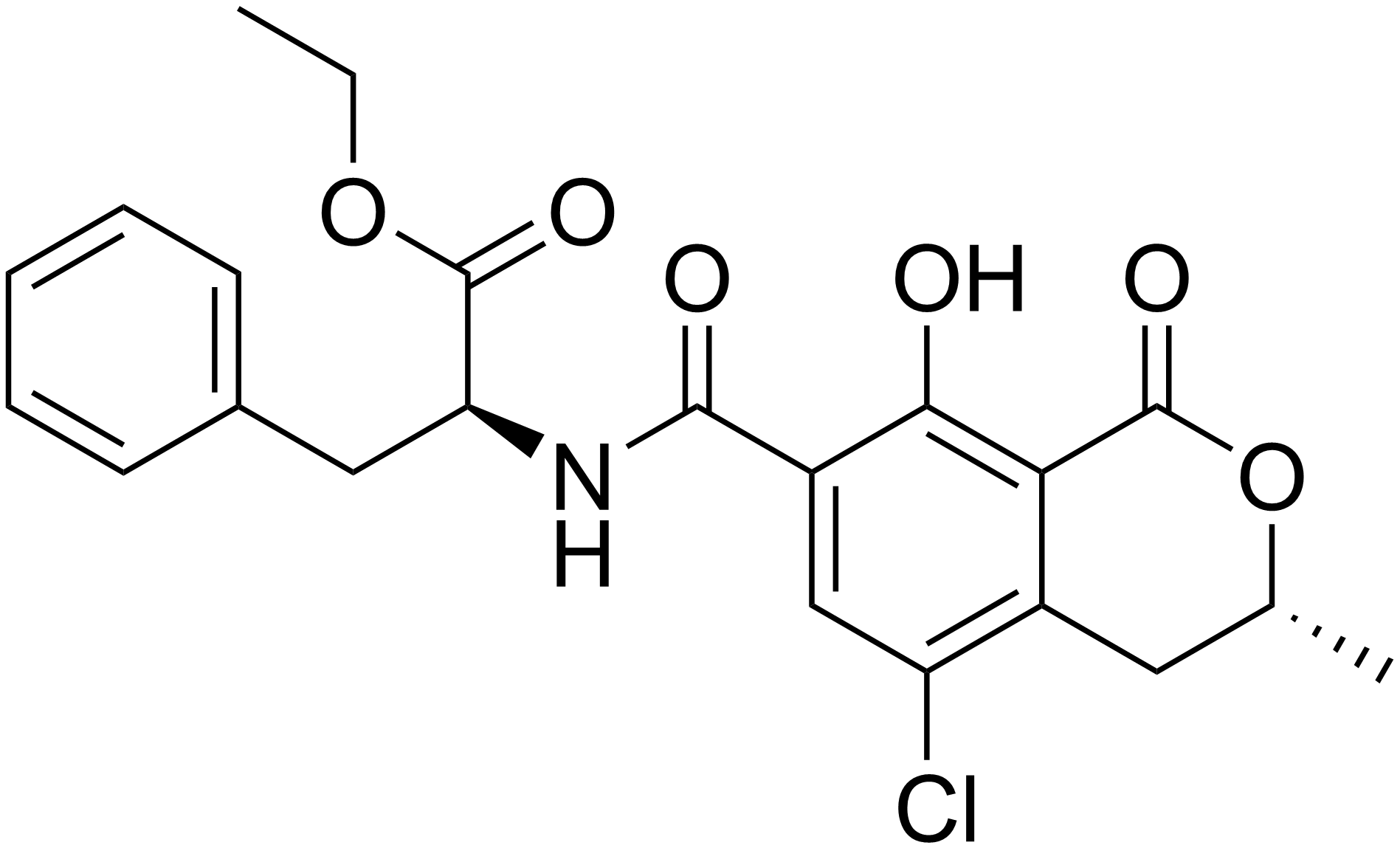
الذيفان المغروي ج
الذيفان المغروي ت أ